# GB Ec 3/4
| GB Ec 3/4              | GB Ec 3/4 | GB Ec 3/4 |
| ---------------------- | --- | --- |
| Bauartbezeichnung:     | Ec 3/4 | Ec 3/4 |
| Nummerierung:          | 81–88 ab 1885: 181–188 | 89–92 ab 1885: 189–192 |
| Anzahl:                | 8 | 4 |
| Hersteller:            | Esslingen | SLM |
| Baujahr(e):            | 1882 | 1883 |
| Ausmusterung:          | 1914–1933 | 1914–1933 |
| Bauart:                | 1'C 2n | 1'C 2n |
| Spurweite:             | 1435 mm (Normalspur) | 1435 mm (Normalspur) |
| Länge über Puffer:     | 10335 mm | 10335 mm |
| Fester Radstand:       | 3400 mm | 3400 mm |
| Leermasse:             | 46,2 t | 48,0 t |
| Dienstmasse:           | 60,5 t | 62,6 t |
| Reibungsmasse:         | 48,2 t | 50,0 t |
| Radsatzfahrmasse:      | 15,1 t | 15,7 t |
| Höchstgeschwindigkeit: | 65 km/h | 65 km/h |
| Anfahrzugkraft:        | 5500 kp | 5500 kp |
| Treibraddurchmesser:   | 1330 mm | 1330 mm |
| Zylinderanzahl:        | 2 | 2 |
| Zylinderdurchmesser:   | 380 mm | 380 mm |
| Kolbenhub:             | 600 mm | 600 mm |
| Kesselüberdruck:       | 12 atm | 12 atm |
| Indizierte Leistung:   | 500 PS | 500 PS |
| Wasservorrat:          | 7,0 m³ | 7,4 m³ |
| Brennstoffvorrat:      | 2,5 t | 2,5 t |
| Bremse:                | Spindelbremse, Gegendruckbremse, Nr. 81–88 und 91 ab 1885 mit Vakuumbremse System Hardy, 1890–1894 Ersatz durch doppelte Westinghousebremse | Spindelbremse, Gegendruckbremse, Nr. 81–88 und 91 ab 1885 mit Vakuumbremse System Hardy, 1890–1894 Ersatz durch doppelte Westinghousebremse |

Die Ec 3/4 waren Nassdampf-Tenderlokomotiven der Gotthardbahn-Gesellschaft (GB), die 1882 und 1883 in zwei Serien geliefert wurden. Bei den SBB erhielten die Lokomotiven die Nummern 6581–6592.

## Beschaffung

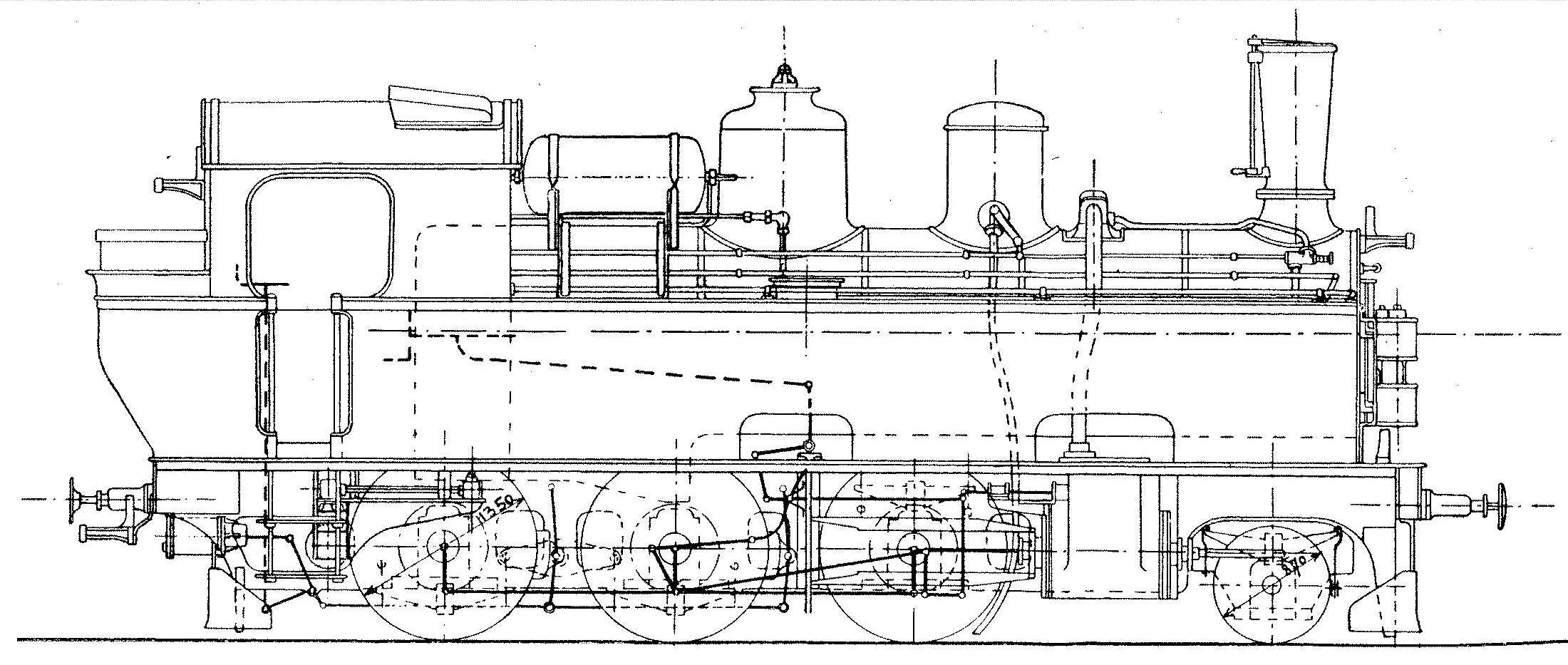
Ec 3/4 Nr. 89–92

Für die Beförderung von Güterzügen auf Tallinien und von Personenzüge auf den Bergstrecken beschaffte die Gotthardbahn-Gesellschaft bei der Maschinenfabrik Esslingen acht Mogul-Tenderlokomotiven. Ein Jahr später lieferte die Schweizerische Lokomotiv- und Maschinenfabrik (SLM) in Winterthur vier weitere Lokomotiven, die sich von den Esslinger Maschinen durch eine andere Form des Führerhauses unterschieden. Der Kohlenkasten lag bei der Winterthurer Ausführung zur Vermeidung von Staub im Inneren ausserhalb des Führerhauses. Die Tenderlokomotiven entsprachen weitgehend den zu gleicher Zeit in Esslingen gebauten Schlepptenderlokomotiven D 3/3 Nr. 51–66. Dank den identischen Kessel- und Triebwerksabmessungen beider Fahrzeugtypen konnten gemeinsame Ersatzteile verwendet werden.

## Bezeichnung
Die Bezeichnung der Maschinen wurde mehrmals geändert. In Betrieb genommen wurden sie als Serie C I mit den Nummern 81–92. 1887 wechselte die Bezeichnung zu B 3 und 1902 nach dem üblichen Schweizer Schema zu Ec 3/4. 1895 wurden die Nummern von 81–92 auf 181–192 geändert. Nach der Verstaatlichung trugen die zwölf Maschinen bei den SBB die Nummern 6581–6592.

## Betrieb
Die Gemischtzuglokomotiven waren überwiegend auf der Strecke über den Monte Ceneri zwischen Bellinzona und Lugano eingesetzt und wegen ihres ruhigen Laufs, ihrer geringen Spurkranzabnützung und der grossen Zugkraft von 5500 kp geschätzt. Die Maschinen hatten auf den Bergstrecken eine Anhängelast von 130 bis 145 t auf den Talstrecken von 380 bis 600 t. Sie wurden zwischen 1914 und 1933 ausrangiert.

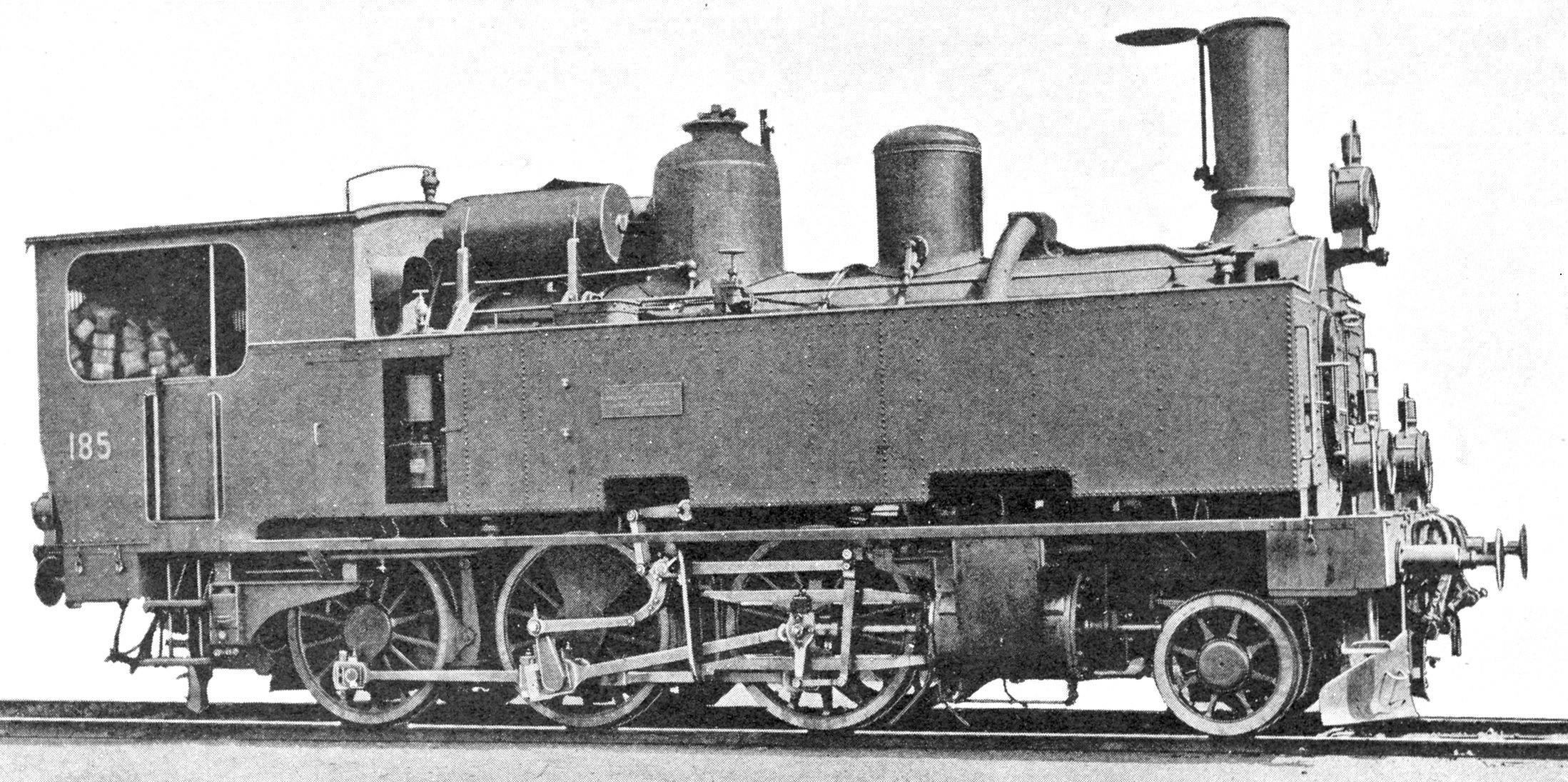
Gemischtzuglokomotive Ec 3/4 Nr. 185, gebaut 1892 in Esslingen
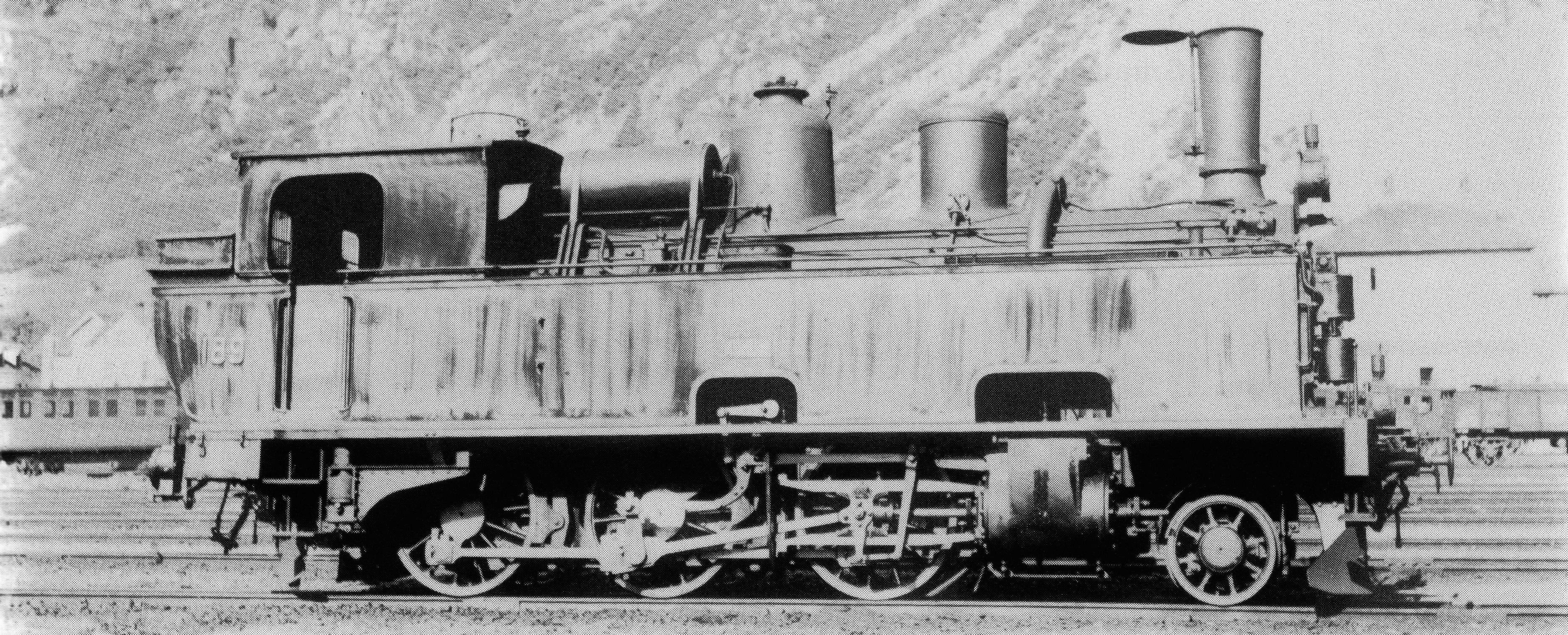
Lokomotive Ec 3/4 Nr. 189, gebaut 1883 von der SLM
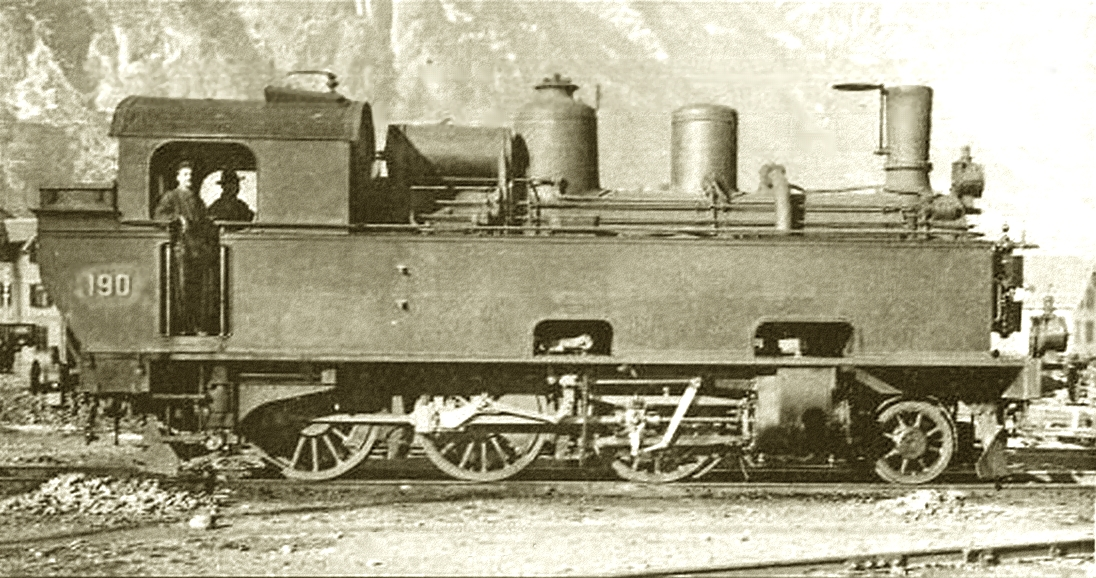
Ec 3/4 Nr. 190, gebaut 1883 von der SLM